# Musaranya llanosa
La musaranya llanosa (Crocidura lanosa) és una espècie de mamífer de la família de les musaranyes que es troba a la República Democràtica del Congo i Ruanda.